# 恋のバック・ホーム
「恋のバック・ホーム」（こいのバック・ホーム、原題 : Take Me Bak 'Ome）は、スレイドの楽曲。1972年にシングルとして発売され、全英シングルチャートで最高位1位を獲得。作詞作曲はノディ・ホルダーとジム・リーで、プロデューサーはチャス・チャンドラー。オリジナル・アルバムには未収録となり、コンピレーション・アルバム『スレイデスト』でアルバム初収録となった。
なお、原題は「Take Me Bak 'Ome」とスペルを間違えているが、これは意図的なもの。

## 背景
スレイドは、ボビー・マーシャンのカバー曲「Get Down Get With It」を1971年5月に発売し、商業的な成功を収めた。立て続けに発売されたシングル『だから君が好き』と『恋の赤信号』、ライブ・アルバム『スレイド・アライブ』もまたヒットチャートの上位に入った。
1972年5月に本作がシングル盤として発売され、直後にリンカンで開催された「THE GREAT WESTERN FESTIVAL」に出演。同イベントにおけるライブ・パフォーマンスが高く評価され、シングル盤は全英シングルチャートで最高位1位を獲得し、ヨーロッパのシングルチャートでも上位にチャートインした。なお、アメリカにおいては、本作がアメリカデビュー・シングルとなっており、Billboard Hot 100で最高位97位を獲得。
1984年にリーは「『恋のバック・ホーム』は僕が長い間足蹴にしてた古い曲だった。それをビートルズの『エブリボディーズ・ゴット・サムシング・トゥ・ハイド・エクセプト・ミー・アンド・マイ・モンキー』のフレーズをわずかながら引用して変えたんだけど、誰も気付かなかった。」と述べている。なお、曲の中間部分のリフは、ホルダーによるアドリブ。

## リリース
「恋のバック・ホーム」は、イギリス、アイルランド、ヨーロッパ全土、スカンディナヴィア、南アフリカ、オーストラリア、ニュージーランド、メキシコ、イスラエル、レバノン、日本などの国で7インチシングルとして発売された。B面には「ワンダリン」が収録され、2007年に発売されたコンピレーション・アルバム『B-Sides』に収録された。

## プロモーション
本作のミュージック・ビデオは制作されていない。
イギリスでは、『トップ・オブ・ザ・ポップス』、『Lift Off with Ayshea』、『2Gs and the Pop People』などの音楽番組で披露された。1973年には『Sports En Fete France』や『TopPop』、オランダの音楽番組『Popgala』で披露された。

## シングル収録曲
| #         | タイトル                                 | 作詞・作曲                               | 時間 |
| --------- | ---------------------------------------- | ---------------------------------------- | ---- |
| 1.        | 「恋のバック・ホーム」(Take Me Bak 'Ome) | ノディ・ホルダー ジム・リー （ 英語版 ） | 3:12 |
| 2.        | 「ワンダリン」(Wonderin' Y)              | ジム・リー ドン・パウエル （ 英語版 ）   | 3:12 |
| 合計時間: | 合計時間:                                | 合計時間:                                | 6:24 |

## クレジット
- ノディ・ホルダー - リード・ボーカル、リズムギター
- デイヴ・ヒル（英語版） - リードギター、バッキング・ボーカル
- ジム・リー（英語版） - ベース、バッキング・ボーカル
- ドン・パウエル（英語版） - ドラム

## チャート成績
| チャート (1972年)                 | 最高位 |
| --------------------------------- | ------ |
| オーストラリア (ARIA)             | 9      |
| ベルギー (Ultratop 50 Wallonia)   | 11     |
| ベルギー (Ultratop 50 Flanders)   | 11     |
| オランダ (Single Top 100)         | 5      |
| フランス (SNEP)                   | 45     |
| ドイツ (GfK Entertainment charts) | 10     |
| アイルランド (IRMA)               | 4      |
| 南アフリカ (EMA)                  | 8      |
| UK シングルス (OCC)               | 1      |
| US Billboard Hot 100              | 97     |

## カバー・バージョン
1973年にヴァンダイク・ブラウンが、コンピレーション・アルバム『Million Copy Hit Songs Made Famous by Slade, T. Rex, Sweet』でカバー。同作には同じくスレイドのカバー曲「カモン!!」と「だから君が好き」も収録された。